# Marion Elizabeth Stark
Marion Elizabeth Stark (Norwich, Connecticut, 23 de agosto de 1894 – 15 de abril de 1982) foi uma matemática estadunidense. Foi uma das primeiras mulheres a obter um doutorado em matemática.
Obteve um A.B. em 1916, um A.M. em 1917, ambos na Universidade Brown.
Em 1917 foi professora de matemática do Meredith College em Raleigh, Carolina do Norte. No outono de 1919 começou a lecionar no Wellesley College como instrutora em tempo parcial, enquanto frequentando cursos de Helen Abbot Merrill e Mabel M. Young.
No verão de 1923 e do outono de 1924 até o verão de 1925 estudou na Universidade de Chicago,
onde obteve um Ph.D. em 1926.
Em 1927 foi apontada como professora assistente de matemática em Wellesley,
onde foi promovida em 1936 a professora associada.
Em 1945 foi promovida a catedrática;
Em 1946 foi chefe do departamento.
Em 1960 aposentou-se em Wellesley depois de 40 anos, sendo seu último posto Lewis Atterbury Stimson Professor of Mathematics.